# María Esther Gamas
María Esther Gamas (geboren am 21. April 1910 in Rosario, Santa Fe, Argentinien; gestorben am 21. September 2006 in Buenos Aires, Argentinien) war eine argentinische Filmschauspielerin und Sängerin.

## Privates
Ihre Eltern stammten aus Galizien und Chile. Sie heiratete den Musiker Roberto Fugazot. Ihre Tochter ist María Rosa Fugazot, die ebenfalls eine erfolgreiche Schauspielerin ist. Bereits in ihrer Jugend stand sie auf der Bühne. Ihr Debüt gab sie 1932 im Stummfilm Consejo de Tango. 1976 trat sie zum letzten Mal auf der großen Leinwand auf, im Film Los chicos crecen. Danach zog sie sich aus der Öffentlichkeit zurück.
Am 21. September 2006 verstarb sie nach einer langen Krankheit im Alter von 96 Jahren.

## Filmografie
- 1931: Las luces de Buenos Aires (nicht ausgestrahlt)
- 1932: Consejo de tango
- 1934: Brook
- 1934: Bajo la Santa Federación
- 1937: Los locos del cuarto piso
- 1941: By the Light of a Star
- 1941: When the Heart Sings
- 1942: Hogar, dulce hogar
- 1945: Pampa bárbara
- 1946: Inspiración
- 1946: Adiós pampa mía
- 1948: La cigarra
- 1950: El ladrón canta boleros
- 1950: A La Habana me voy
- 1950: El Zorro pierde el pelo
- 1950: La fuerza ciega
- 1951: Ritmo, sal y pimienta
- 1951: La mujer del león
- 1952: Mi noche triste
- 1953: Suegra último modelo
- 1955: La Troupe De La TV (TV-Serie, 3 Folgen)
- 1969: Amor Libre
- 1971: Musicalísimo Grand Hotel (TV-Serie, 3 Folgen)
- 1973: El mundo del espectáculo (TV-Serie, 1 Folge)
- 1971–1973: Alta comedia (TV-Serie, 3 Folgen)
- 1974: Alberto Vilar, el indomable  (TV-Serie, 20 Folgen)
- 1976: Los chicos crecen